# 恐嚇論據
訴諸武力、訴諸暴力（Appeal to force、Argumentum ad Baculum）、恐嚇論據、或威之以勢，是以威脅、武力、或暴力說服他人。威之以勢可以是正當的、有效的，但如果在論證當中使用威脅、藉此試圖讓人接受或反對某種理論，那威之以勢便是一種邏輯謬誤。應當注意的是，用恐嚇、威脅等手段來達成某個目的，就算道德上不正當、法律上應當被處罰，在邏輯上也未必稱得上是謬誤；用威脅來讓人支持或反對某個論述，才是謬誤的討論範圍。威之以勢只有在其後果與前提沒有合理的關聯時，才屬於謬誤。很多時候威之以勢不屬於謬誤。

## 例子
訴諸武力一般有以下形式：

- 如某甲做了P，則Q（Q是對某甲的懲罰，但和P行為沒有邏輯上的關聯）
- 因此，某甲不該做P

例如：
例一

- 你要是這樣批評政府、批評領袖，會被送去坐牢。

說明：揚言將發表批評領袖的言論的人抓去坐牢，不代表批評領袖的言論是錯的。
例二

1925年3月23日，美国田纳西州颁布法令，禁止在课堂上讲授演化論。

說明：這言下之意就是「如果你教導演化論，你就會被處罰，所以你不該教演化論」，但用法律禁止教授演化論，不代表演化論是錯的。
例三

- 太史：大夫崔杼命令手下把國君給殺了，我一定要把這件事給記下來！
- 崔杼：你如果敢寫說我命人殺了國君，我就把你給處死！

說明：包括崔杼在內，沒有人有權力要人篡改歷史，以武力威脅他人篡改歷史、隱瞞事實、並藉此讓人接受謊言的作法是不對的，用武力威脅人們不准記下或討論崔杼弒君，不代表崔杼弒君就沒有發生過或者「崔杼弒君」的說法是錯的。

## 外部連結
- （英文）Logical Fallacy: Appeal to Force（页面存档备份，存于）
- （英文）Philosophy 103: Introduction to Logic Argumentum ad Baculum （页面存档备份，存于）